# Ruda (Miłki)
Pour les articles homonymes, voir Ruda.
Ruda est un village polonais de la voïvodie de Varmie-Mazurie, dans le powiat de Giżycko.